# Дьомін Віктор Якович
Віктор Якович Дьомін (18 квітня 1946, місто Іваново, тепер Російська Федерація) — радянський діяч, апаратник Івановського хімічного заводу імені Батуріна. Член ЦК КПРС у 1990—1991 роках.

## Життєпис
У 1962—1965 роках — учень токаря, токар Івановської ткацько-обробної фабрики імені Воронцової.
У 1963 році закінчив Івановську середню вечірню змінну школу № 7.
З 1965 по 1968 рік служив у Радянській армії.
З 1968 року — апаратник Івановського хімічного заводу імені П. С. Батуріна Івановської області РРФСР.
Член КПРС з 1980 року.
Подальша доля невідома.